# Federico Rahola
Federico Rahola Tremols (Cadaqués, 18 de julio de 1858-Cadaqués, 10 de noviembre de 1919) fue un jurista, economista, escritor y político español. 

## Biografía
Nacido en la localidad gerundense de Cadaqués el 18 de julio de 1858, realizó estudios de derecho en la Universidad de Barcelona, doctorándose en la de Madrid en 1879 con un trabajo sobre la emigración europea hacia los Estados Unidos.

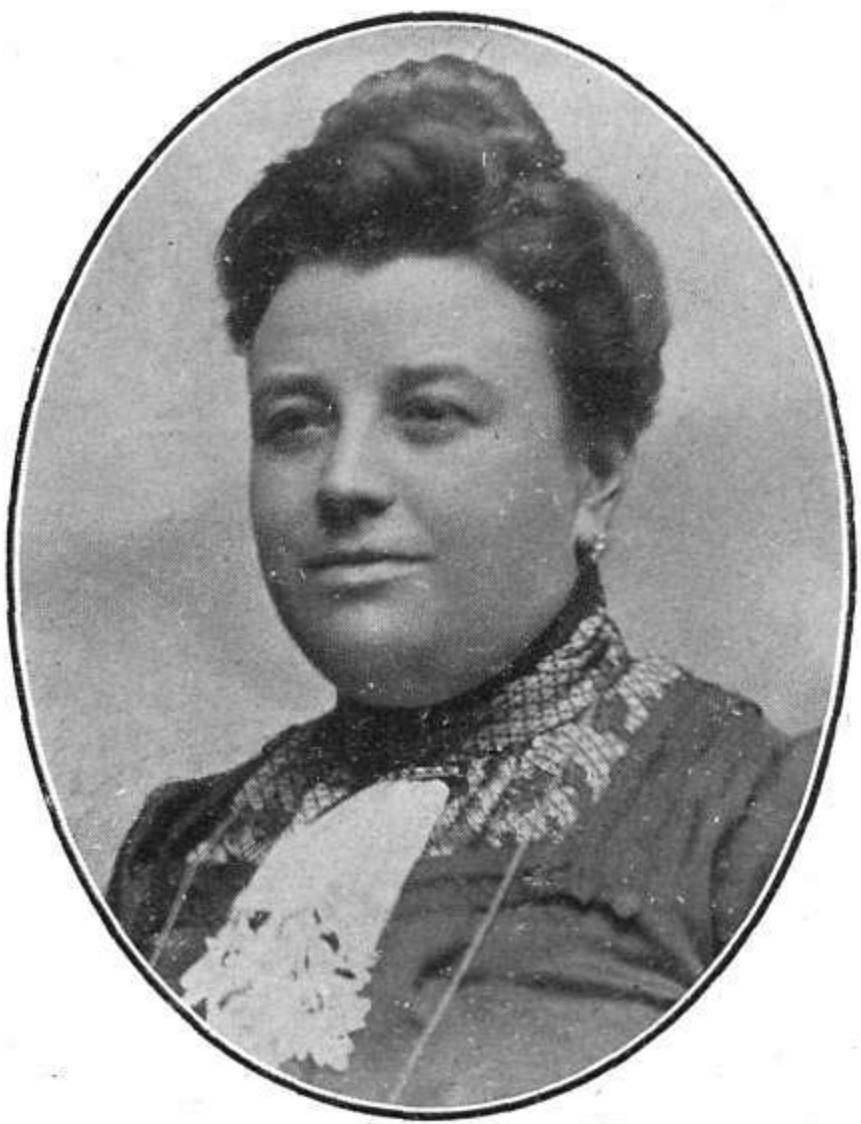
Retrato de Caritat Seriñana, esposa de Federico Rahola.

En 1881 participó en el Congreso Jurídico de Barcelona. Después fue secretario del Congreso Nacional Mercantil, celebrado con motivo del cuarto centenario del primer viaje de Colón. De 1890 a 1902 fue secretario general de la patronal, Fomento del Trabajo Nacional, aprovechando el cargo para elaborar las reivindicaciones económicas de los industriales catalanes proteccionistas. Su hermano, Víctor Rahola, fue médico y escritor. Vinculado al Partido Conservador, en las elecciones de 1896 obtuvo un escaño por el distrito electoral Vilademuls. En 1898 fue delegado técnico de Fomento del Trabajo en la Paz de París, donde sostuvo posiciones favorables a que España mantuviera la soberanía sobre Filipinas. Más tarde defendió la adopción de medidas para evitar la crisis del sector industrial textil debida a la sobreproducción, tales como la búsqueda de nuevos mercados en América, la creación de un banco de exportación, la reforma de las leyes arancelarias y fiscales o el establecimiento de un puerto franco en Barcelona.
En 1899 se opuso a los presupuestos del Estado presentados por Raimundo Fernández Villaverde y redactó un pliego de agravios de Fomento del Trabajo al tiempo que visitaba diversos países exportadores de productos textiles manufacturados. En 1901 fundó la revista Mercurio, con la que se pretendía fomentar el comercio con América y en 1903 visitó Buenos Aires con José Zulueta al objeto de promocionar los productos catalanes. Terminó por vincularse políticamente a la Lliga Regionalista, partido con el que fue elegido diputado en 1905 por el distrito de Barcelona y en 1907 por Igualada. De 1910 a 1918 ocupó un escaño en el Senado por la circunscripción de Gerona, siendo portavoz de la Lliga en la cámara alta.

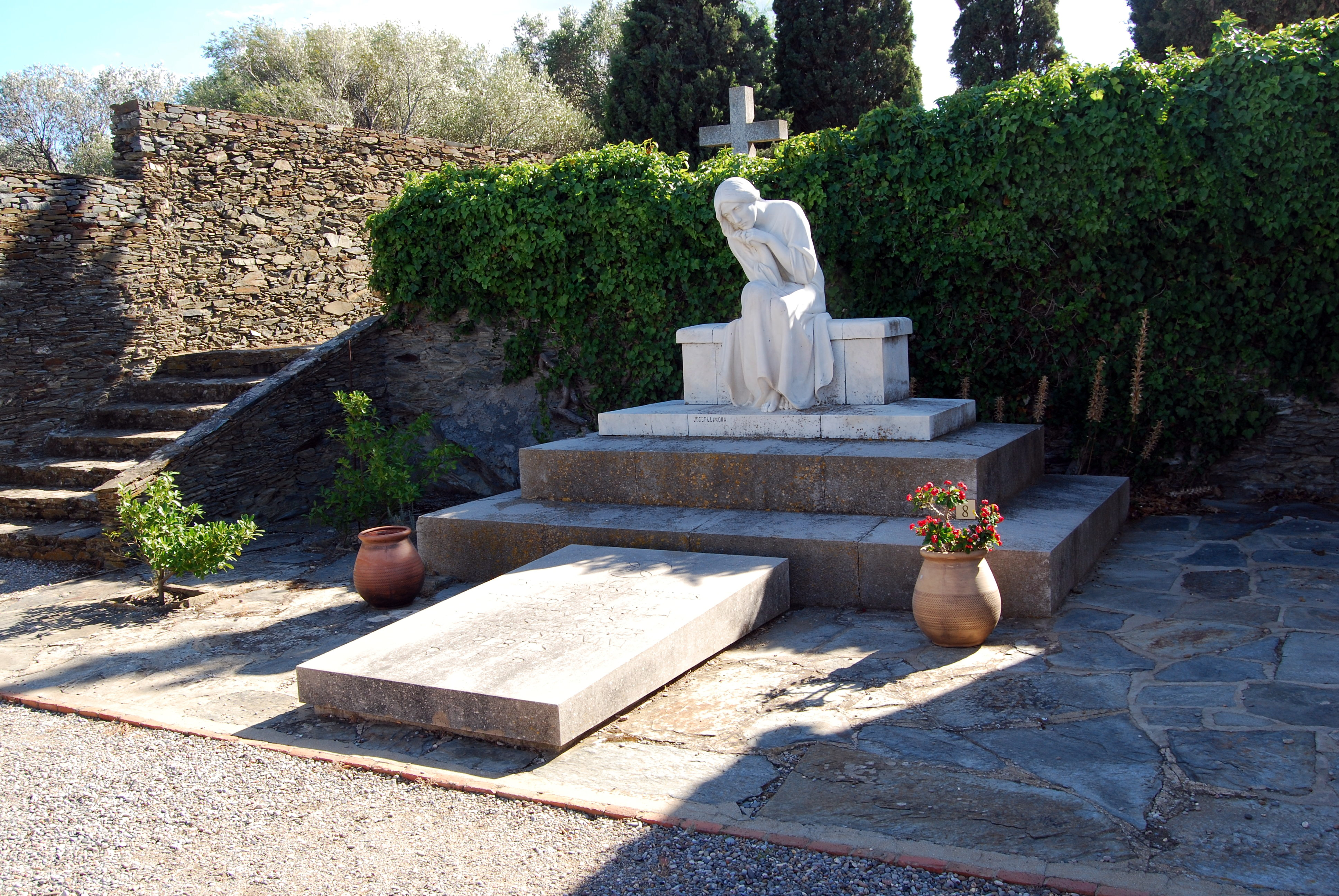
Tumba de Rahola en el cementerio de Portlligat, con escultura de Josep Llimona.

Fundó el Institut d'Estudis Americanistes, convertido en 1911 en la Casa América Cataluña. Fue prolífico en artículos en la prensa de la época (Revista de Catalunya, El Trabajo Nacional, La Renaixensa y La Publicidad). Fue presidente de la Real Academia de Jurisprudencia y Legislación de Cataluña, miembro de la Real Academia de las Buenas Letras de Barcelona y colaboró con Francesc Carreras en la obra Geografia General de Catalunya.

## Obras
Ensayos
- Relaciones comerciales entre España y América (1904)
- La rescisión arancelaria (1904)
- Sangre Nueva (1905)
- El trust del capital y el sindicato obrero (1910)
- Del comerç antic i modern de Tarragona (1911)
- Presente y porvenir del comercio hispano-americano (1917)
- Aspectos económicos de la Gran Guerra (1917)
- Programa americanista de la postguerra (1919)
- Catecisme de ciutadania (1919)
- El comercio de Cataluña con América en el siglo XVIII (1931)

Poemas presentados en los Jocs Florals de Barcelona
- Tramuntana (1897) (Premio Englantina de oro)
- Los barcos que passen (1901) (Segundo accésit en la Englantina de oro)
- Al fill que no ha vingut (1910) (Primer accéssit en la Viola d'or i d'argent)
- Filemon i Baucis (1915) (Premio Flor Natural)
- La meva illa (1916)
- La veu dels morts (1917) (Premio Viola d'or i d'argent)